# Esus

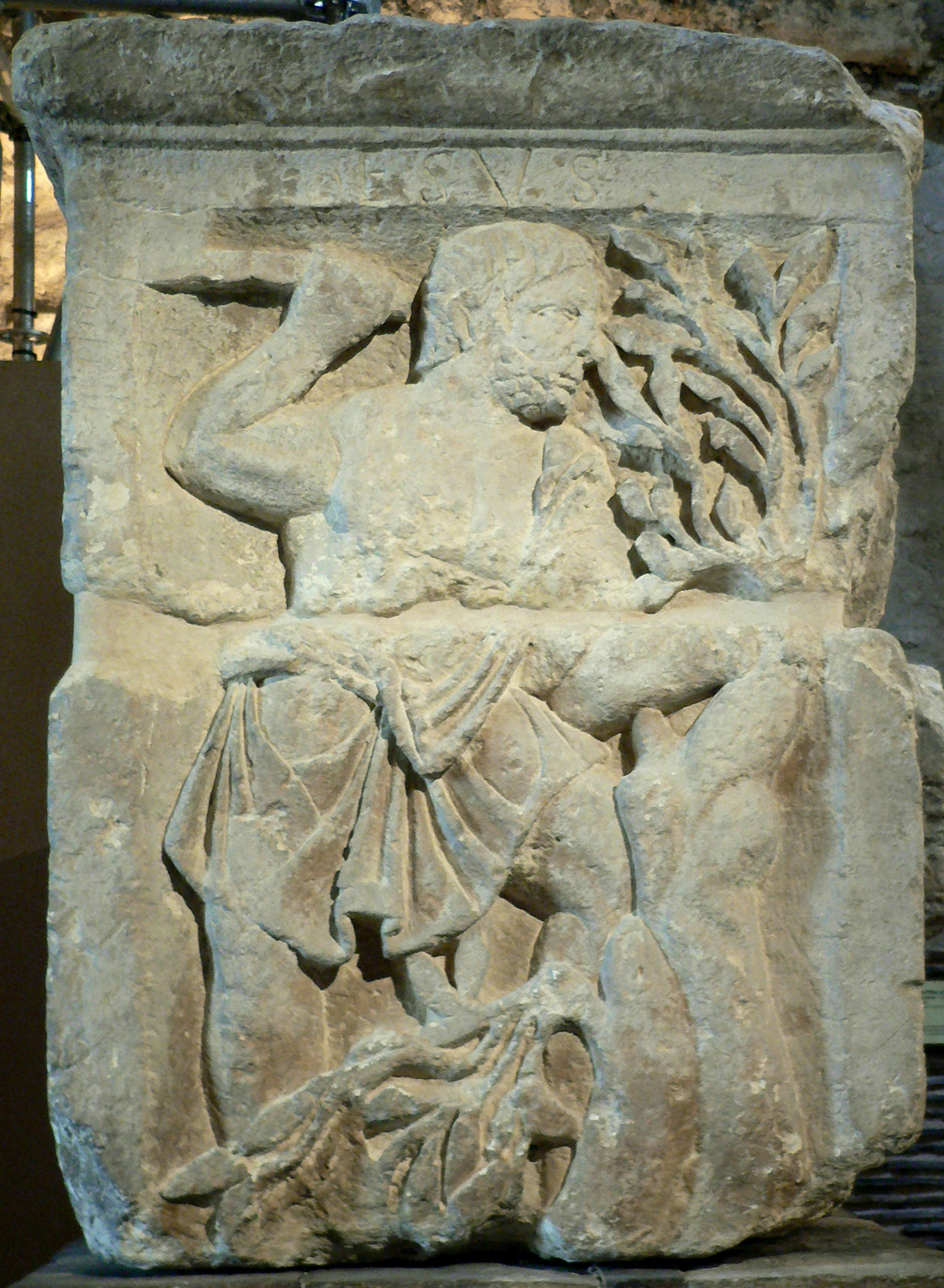
Esus (rzeźba z galorzymskiego ołtarza odnalezionego w Paryżu)

Esus (łac. Aesus, Hesus) – jedno z triady najważniejszych celtyckich bóstw galijskich.

## Rola i znaczenie
Nie jest ostatecznie rozstrzygnięty spór o istotę tego bóstwa i jego rolę w panteonie bogów celtyckich. Dawniej na podstawie najbardziej znanych wyobrażeń (z Paryża i Trewiru) uważany za boga-drwala, „brodatego i kuso ubranego jak robotnik”, a dawniej pojmowanego wprost jako opiekun lasów i płodności. Świadectwo Lukana z I stulecia n.e. wymienia go pod imieniem Hesus jako jednego z głównych celtyckich bogów obok Taranisa i Teutatesa, nie podając jednak rzymskiego odpowiednika, który mógłby go bliżej określać. Jego rangę poświadczałaby obecność tej samej triady na tzw. ołtarzu paryskim pochodzącym z czasów Tyberiusza. Według nowszych ustaleń uznawany jest za celtyckiego boga handlu i dróg (odpowiednik rzymskiego Merkurego), czasem za boga wojny (odpowiednik Marsa).  

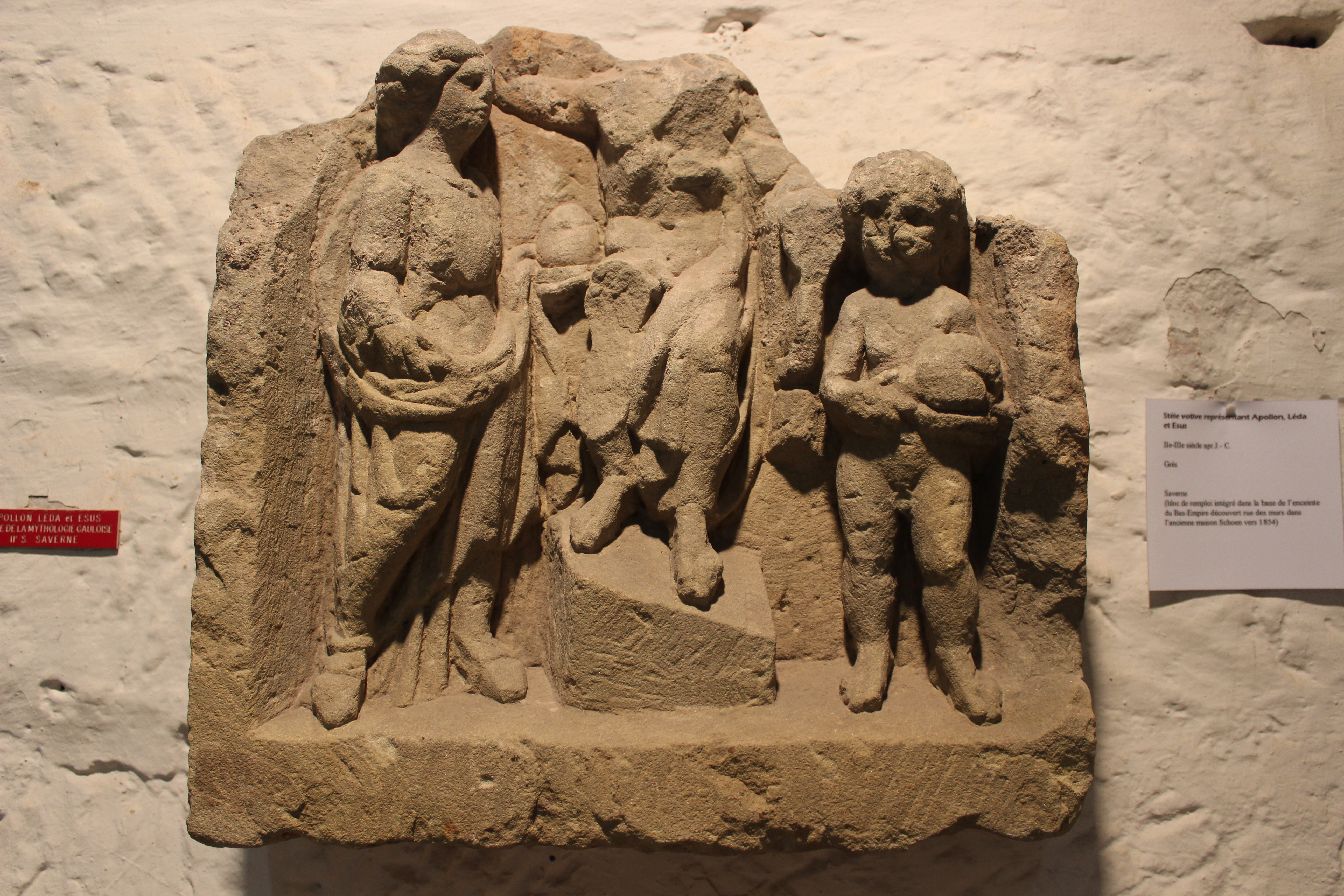
Esus (z prawej) wśród trójcy bóstw na steli wotywnej z Saverne (II-III wiek n.e.)

Niejasne jest również znaczenie imienia, które w rdzeniu wykazuje związek z indoeuropejskim esu – dobry (bóg?); w innych kontekstach: geniusz, pan. Dla jego wyjaśnienia sięgano do kilku języków indoeuropejskich (także do sanskrytu i etruskiego), tłumacząc je przeciwstawnie albo jako „Dobry Pan” bądź jako „Straszliwy Mistrz”. Dopatrywano się tu bowiem pokrewieństwa z łacińskim herus/erus (mistrz, pan) lub z greckim eus (dobry).

## Kult
Przypuszczalnie zwierzęciem mu poświęconym był dzik. Atrybucja ta nie jest jednak bezsporna o tyle, że jako zwierzę pierwotnie totemiczne było ono szczególnie rozpowszechnione w celtyckiej sztuce sakralnej i łączone też z innymi bóstwami. Co samych form kultu, późny komentator Lukana (Commenta Bernensia z IV wieku) stwierdza, że Esusowi składano ofiary z ludzi wieszanych na drzewach i rytualnie skłuwanych oraz ćwiartowanych względnie rozrywanych przywiązaniem do naprężonych gałęzi.   